# Pocałunek (obraz Francesco Hayeza)

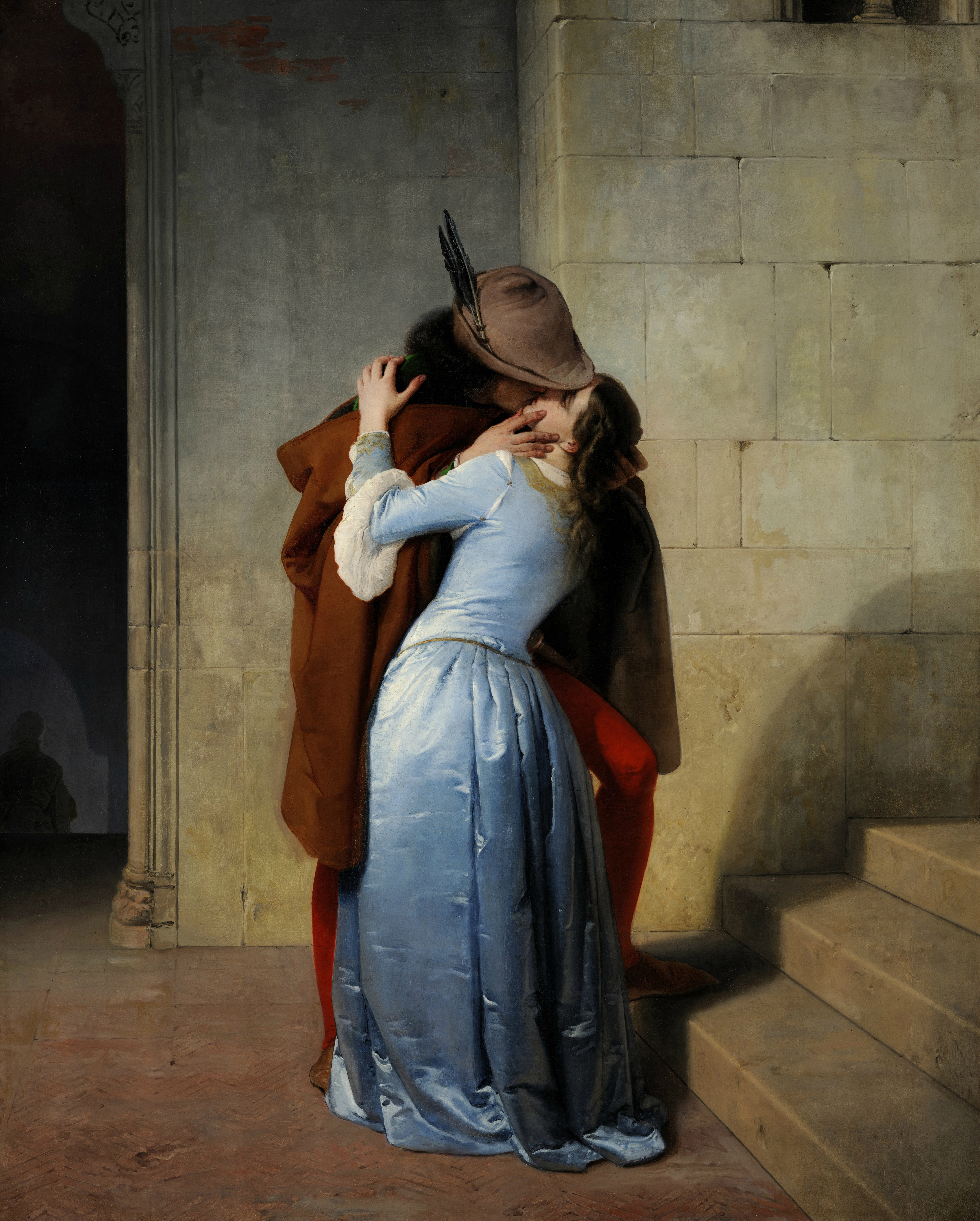
Francesco Hayez, Pocałunek, 1859

Il bacio (włoska wymowa: [il ˈbaːtʃo]; Pocałunek) to obraz z 1859 włoskiego malarza Francesco Hayeza. Jest to prawdopodobnie jego najlepiej znane dzieło. Obraz uważany jest za symbol włoskiego romantyzmu i alegorię Zjednoczenia Włoch.
Namalowanie dzieła zlecił książę Alfonso Maria Voscinti da Saliceto, który zapisał obraz w spadku mediolańskiej Pinakotece Brera.

## Opis
Obraz przedstawia całującą się w półmroku parę. Stroje postaci oraz elementy wnętrza sugerują, że akcja rozgrywa się w średniowieczu. Jest to jedna z najbardziej namiętnych i intensywnych scen pocałunku w historii sztuki Zachodniej. Dziewczyna wychyla się do tyłu, podczas gdy mężczyzna, aby ją podeprzeć, opiera lewą nogą na stopniu, sprawiając jednocześnie wrażenie gotowego do ucieczki. Mimo że para znajduje się pośrodku obrazu, postacie pozostają anonimowe, tak jakby Hayez chciał, aby w centrum kompozycji pozostał sam akt pocałunku. W lewej części płótna widnieją jednak cienie nieokreślonych postaci, co nadaje mu wrażenia spisku i zagrożenia.

## Interpretacja
W warstwie powierzchownej obraz jest przedstawieniem namiętnego pocałunku, zgodnie z zasadami romantyzmu. Podkreśla głębię uczuć, a nie racjonalne myślenie, a zarazem reinterpretuje średniowieczny romans nadając mu patriotyczny oraz nostalgiczny wyraz.
W warstwie znaczeniowej, obraz stara się przedstawiać ducha Risorgimento. Blado-niebieska sukienka dziewczyny symbolizuje Francję, która w 1859 (roku stworzenia dzieła) zawarła sojusz z Królestwem Piemontu i Sardynii, dając mu tym samym okazję do zjednoczenia państw Półwyspu Apenińskiego.

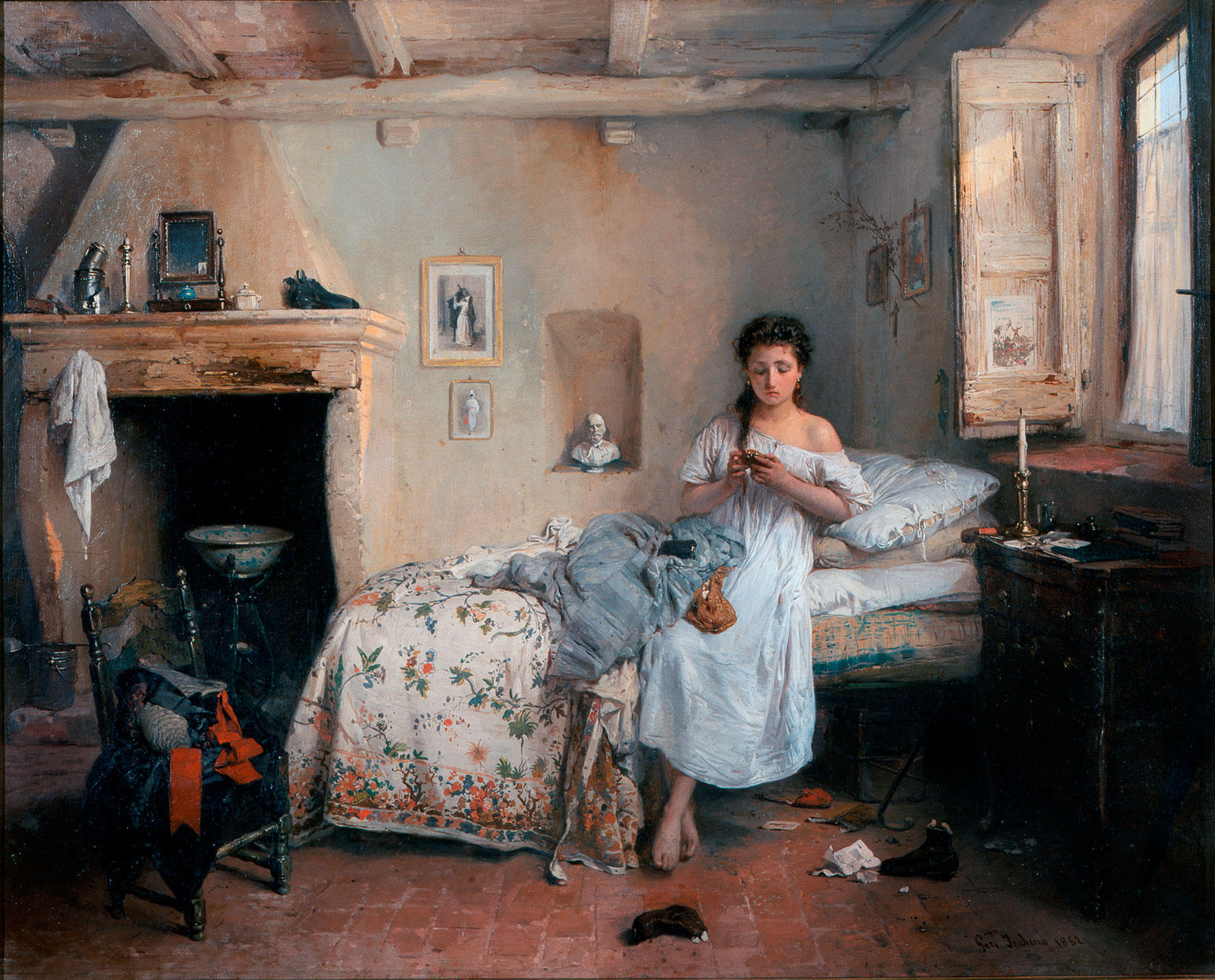
Pocałunek wiszący na ścianie na obrazie Gerolama Induny Smutek z 1862 r.

Dzieło wyróżnia się żywymi kolorami i fakturą. Szczególnie, wspomniana wcześniej, niebieska sukienka sprawia wrażenie wykonanej z pięknego jedwabiu, który mieni się
przed oczami widza.